# Emile Waldteufel
Emile Waldteufel (nascido em 3 de dezembro de 1944) é um ex-ciclista olímpico estadunidense. Representou sua nação nos Jogos Olímpicos de Verão de 1972.